# 中央集水区自然保护区

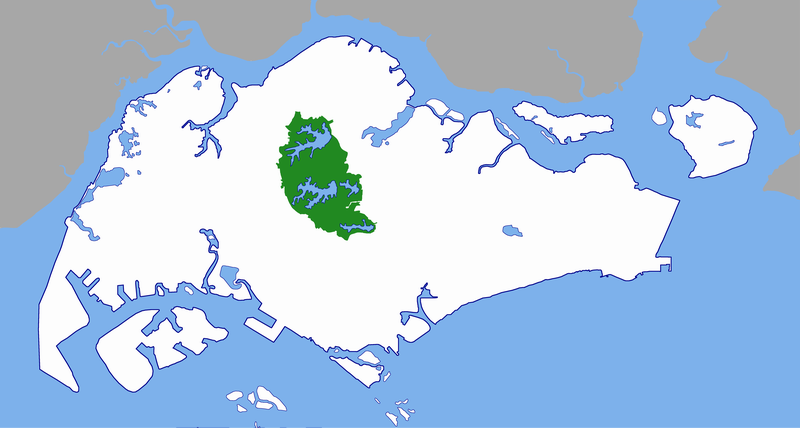
中央集水区自然保护区

中央集水区自然保护区（Central Catchment Nature Reserve）是新加坡最大的自然保护区，占地2889 公顷。它位于新加坡的地理中心，构成一个巨大的绿肺。 
这是新加坡4个自然保护区之一。另外三个是拉柏多自然保护区、双溪布洛湿地保护区 和武吉知馬自然保護區。 
该区包括了新加坡主要的水库：麦里芝蓄水池、实里达蓄水池上段、贝雅士蓄水池上段和下段。
该区大部分原始森林已遭砍伐，现在的林木多为人工补种。